# Kathedraal van Chichester
De kathedraal van de Heilige Drie-eenheid (Engels: Cathedral Church of the Holy Trinity), vaak kortweg de kathedraal van Chichester, is een anglicaanse kathedraal in Chichester, West Sussex, Engeland, en de zetel van de bisschop van Chichester. 

## Geschiedenis
De kathedraal van Chichester werd gebouwd om de kathedraal van Selsey te vervangen. In 1075 zou de bisschopszetel verplaatst worden naar Chichester. Een jaar later werd begonnen met de bouw van de kathedraal. In 1108 werd de kathedraal ingewijd. Een brand zou het gebouw voor een groot deel verwoesten in 1187, waardoor herstelwerken noodzakelijk waren. De herstelde kathedraal werd in 1199 opnieuw ingewijd. In de 13e eeuw werd de centrale toren afgebouwd. De bouw van de torenspits was klaar in 1402. Tijdens de reformatie zou de kathedraal beschadigingen oplopen. Pas in de 19e eeuw zouden uitgebreide restauraties volgen.